# Eparchie salechardská
Eparchie Salechard je eparchie ruské pravoslavné církve nacházející se v Rusku.

## Území a titul biskupa
Zahrnuje správní hranice území Jamalo-něneckého autonomního okruhu.
Eparchiálnímu biskupovi náleží titul biskup salechardský a novo-urengojský.

## Historie
Pravoslaví na území současného Jamalo-něneckého autonomního okruhu se objevilo díky ruským osadníkům. Na začátku 18. století podnikl sibirský metropolita Filofej (Leščinskij) opakovaně misijní cesty do mnoha vesnic původních obyvatel severu nacházejících se v povodí Irtyše a Obi,  čímž významně přispěl k šíření pravoslaví mezi nimi. Po jeho smrti v roce 1727 však misijní činnost na území Jamalu dlouho nebyla systematická a většinou nezaznamenala výraznější odezvu od domorodého obyvatelstva.
Po vytvoření obdorské misie (Obdorsk - dnes Salechard) v roce 1853 se řada misionářů, kteří v ní sloužili, ujala velké vzdělávací práce s místními obyvateli. Kněz Pjotr Popov, který sloužil více než 20 let v obdorské misii, podnikl četné misijní cesty na sobech napříč tundrou a důkladně prostudoval způsoby a zvyky severních národů. Igumen Irinarch (Šemanovskij) významně přispěl k rozvoji obdorské misie. Za jeho řízení misie byl postaven kamenný chrám svatých apoštolů Petra a Pavla, sirotčinec a chudobinec. V Obdorsku byla uspořádána knihovna s čítárnou a národopisná sbírka, která později položila základ městskému muzeu.
Dne 30. května 2011 byla rozhodnutím Svatého synodu zřízena salechardská eparchie oddělením území z tobolské eparchie.
Prvním eparchiálním biskupem se stal biskup zvenigorodský a vikář moskevské eparchie Nikolaj (Čašin).

## Seznam biskupů
- od 2011 Nikolaj (Čašin)